# Ambulyx brooksi
Ambulyx brooksi är en fjärilsart som beskrevs av Clark 1923. Ambulyx brooksi ingår i släktet Ambulyx och familjen svärmare. Inga underarter finns listade i Catalogue of Life.